# Le Triomphe de Flore
Le Triomphe de Flore est un tableau du peintre français Nicolas Poussin. Il a été peint vers 1627. L'œuvre est aujourd'hui conservée au musée du Louvre à Paris, en France.

## Historique de l'œuvre
Les biographes de Poussin du XVIIe siècle Giovanni Pietro Bellori et André Félibien attribuaient la commande de l'œuvre à Luigi Omodei mais il est aujourd'hui considéré que l'hypothèse la plus crédible est que Marcello Sacchetti en fut le commanditaire. Il est certain que le tableau a appartenu à sa famille ; dans le palais Sacchetti, il était exposé comme pendant du Triomphe de Bacchus de Pierre de Cortone. Bellori le voit ensuite chez les Omodei en 1664. La tableau a été acquis en 1685 par Louis XIV. Il est ainsi dans les collections de la couronne dès avant la création du musée du Louvre. Il est actuellement conservé en réserve et n'est donc pas visible dans les salles du musée.
Poussin a représenté L'Empire de Flore en 1631, reprenant les mêmes personnages.

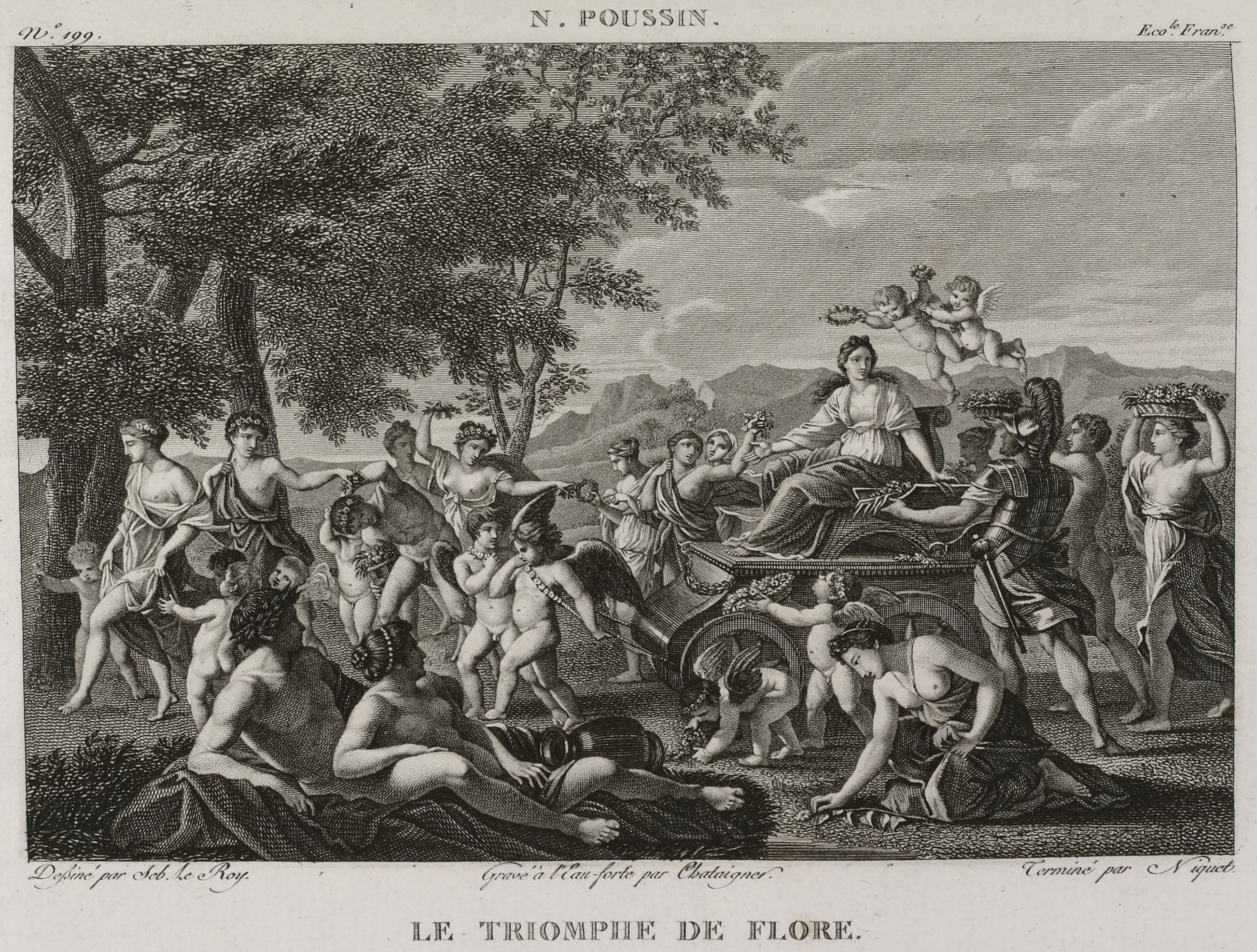
Le Triomphe de Flore, gravure de Denis-Sébastien Leroy, Alexis Chataigner et Claude Niquet, vers 1802-1815.

## Thème
La scène est inspirée du livre IV des Fastes d'Ovide, qui est un poème consacré au Printemps dans lequel le calendrier met en rapport les jours qui passent et les divinités et fêtes mythologiques. Le char qui porte Flore, triomphante, y est décrit comme entouré par trois paires de putti qui symbolisent les trois mois de la saison et par les âmes des mortels étant morts ou ayant souffert par amour et que les dieux ont transformés en fleurs : Ajax, Clytie, Narcisse, Hyacinthe, Adonis et Smilax.

## Description
Le tableau représente Flore, déesse des fleurs et du printemps, et son triomphe saisonnier, lorsque, à la belle saison, elle arrive sur Terre. Des putti lui apportent des couronnes et des bouquets de fleurs ; deux tirent son char. À droite, Ajax (en armure) et Narcisse (nu) offrent des fleurs à la déesse. À gauche, Vénus devance Flore, accompagnée d'amours, et suivie d'Adonis (avec la lance), qui offre des anémones à Hyacinthe.